# 3003 Konček
A 3003 Konček (ideiglenes jelöléssel 1983 YH) a Naprendszer kisbolygóövében található aszteroida. Antonín Mrkos fedezte fel 1983. december 28-án.